# 2022年日本の補欠選挙
2022年日本の補欠選挙（2022ねんにほんのほけつせんきょ）では日本における立法機関である衆議院および参議院における議員の欠員を補充するために2022年（令和4年）に行われた補欠選挙について取り上げる。

## 概要
補欠選挙は、議員が辞職あるいは死亡したこと等で、欠員が生じた場合にその欠員を補充するために行われる選挙である。2000年（平成12年）の公職選挙法改正によって、衆議院と参議院の補欠選挙及び再選挙（選挙の無効を起因とするものに限る。以下「統一対象再選挙」と記す）は4月と10月の年2回にまとめて実施されている。なお、補欠選挙の期日については、公職選挙法第33条の2において以下のように定められている。
- 9月16日から翌年の3月15日（第1期間）までに衆議院議員及び参議院議員の補欠選挙又は統一対象再選挙を行う事由が生じた場合は、当該期間直後の4月の第4日曜日に選挙を行う。
- 3月16日から9月15日（第2期間）までに衆議院議員及び参議院議員の補欠選挙又は統一対象再選挙を行う事由が生じた場合は、当該期間直後の10月の第4日曜日に選挙を行う。

ただし、2022年は7月25日に参議院議員の半数が任期を迎え、その前の7月10日に第26回参議院議員通常選挙（以下「第26回参議院選挙」）が行われるため、同法第33条の2第3項の規定により、第26回参議院選挙のタイミングでも補欠選挙を行う。
以上をまとめると、2022年に補欠選挙の行われるタイミングとしては以下の通りとなる。
- 2021年9月16日から2022年3月15日までの間に補欠選挙を行う事由が生じた場合：2022年4月24日（4月第4日曜日）に投票。
- 2022年3月16日から6月21日（第26回参議院選挙の公示日前日）までの間に補欠選挙を行う事由が生じた場合：2022年7月10日（第26回参議院選挙の投票日）に投票。
- 2022年6月22日（第26回参議院選挙の公示日）から9月15日までの間に補欠選挙を行う事由が生じた場合：2022年10月23日（10月第4日曜日）に投票。

4月は参議院石川県選挙区で補欠選挙が行われ、参議院選挙の前哨戦となった。新型コロナウイルス対策などを巡る岸田政権への評価が争点になるとされた。
7月の第26回参議院選挙の際には参議院神奈川県選挙区で合併選挙を行い（欠員は2021年8月の時点で生じていたが、同年10月と本年4月の補欠選挙は実施されなかった。詳細後述）、改選数（4）を1増として、最下位（5位）当選者が補欠選挙の当選者（任期3年）となった。合併選挙は1992年の第16回参議院議員通常選挙以来30年ぶり。
10月の補欠選挙は行われなかった。2022年7月8日には安倍晋三の死去（安倍晋三銃撃事件）により衆議院山口県第4区の議員が、9月1日には岸本周平の辞職（和歌山県知事選挙への出馬に伴う）により同和歌山県第1区の議員がそれぞれ欠員となっていたが、両議員が当選した第49回衆議院議員総選挙について、投票翌日の2021年11月1日、いわゆる一票の格差を理由に選挙無効を求める訴訟が全国で提起され、2022年9月15日までに判決が確定しなかったため、公職選挙法第33条の2第7項の規定により、補欠選挙は実施できなかった。両選挙区の補欠選挙は判決確定後、2023年4月に行われた。
また、第26回参議院選挙の翌日の2022年7月11日、選挙無効を求める訴訟が全国で提起されたため、訴訟の係属中は、この選挙で当選した参議院議員の補欠選挙が実施できない。
2022年に在職中の国会議員に係る補欠選挙の最終期限は以下の通りである。
- 第24回参議院議員通常選挙選出議員については、2021年（令和3年）9月15日までに欠員が生じた場合（同年10月の補欠選挙）※したがって、2022年4月の補欠選挙は対象外で、7月の任期満了まで欠員のままだった。
- 第25回参議院議員通常選挙選出議員については、2024年（令和6年）9月15日までに欠員が生じた場合（同年10月の補欠選挙）
- 第49回衆議院議員総選挙選出議員については、解散がなければ2025年（令和7年）3月15日までに欠員が生じた場合（同年4月の補欠選挙）
- 第26回参議院議員通常選挙選出議員については、2027年（令和9年）9月15日までに欠員が生じた場合（同年10月の補欠選挙）

## 4月の補欠選挙

### 概要
- 告示日：2022年（令和4年）4月7日
- 投票日：2022年（令和4年）4月24日
- 選挙区：参議院1選挙区（2022年3月15日確定）

### 補欠選挙実施選挙区と実施事由
参議院石川県選挙区
- 選挙事由：山田修路（自由民主党）が、2022年3月13日投開票の石川県知事選挙へ立候補のため、2021年12月24日に議員を辞職したことによる。

### 参議院石川県選挙区
立候補者をめぐる動き
- 自由民主党石川県連は2月5日、参議院議員（比例区選出）の宮本周司の擁立を決めた[5]。
- 日本共産党石川県委員会書記長の西村祐士が2月7日、立候補を表明した[6]。
- 立憲民主党は3月23日までに、行政書士でタレントの小山田経子の擁立を決めた[7]。
- NHK受信料を支払わない国民を守る党（現在の政治家女子48党）所属で実業家秘書の齊藤健一郎が4月6日、立候補を表明した[8]。

| 氏名       | 年齢 | 党派                              | 新旧 | 肩書                         | 推薦       |
| ---------- | ---- | --------------------------------- | ---- | ---------------------------- | ---------- |
| 宮本周司   | 51   | 自由民主党                        | 前   | 元全国商工会青年部連合会会長 | 公明党     |
| 小山田経子 | 43   | 立憲民主党                        | 新   | 行政書士                     | 社会民主党 |
| 西村祐士   | 67   | 日本共産党                        | 新   | 党県委員会書記長             |            |
| 齊藤健一郎 | 41   | NHK受信料を支払わない国民を守る党 | 新   | 実業家秘書                   |            |

### 選挙結果
宮本が新人3候補を大差で下し当選。
2022年4月24日執行
当日有権者数：943,001人　最終投票率：29.93%（前回比：-17.07ポイント） 
| 当落 | 氏名       | 年齢 | 所属党派                          | 新旧 | 得票      | 得票率 | 推薦・支持     |
| ---- | ---------- | ---- | --------------------------------- | ---- | --------- | ------ | -------------- |
| 当   | 宮本周司   | 51   | 自由民主党                        | 前   | 189,503票 | 68.41% | 公明党推薦     |
|      | 小山田経子 | 43   | 立憲民主党                        | 新   | 59,906票  | 21.63% | 社会民主党推薦 |
|      | 西村祐士   | 67   | 日本共産党                        | 新   | 18,158票  | 6.56%  |                |
|      | 齊藤健一郎 | 41   | NHK受信料を支払わない国民を守る党 | 新   | 9,430票   | 3.40%  |                |

## 7月の補欠（合併）選挙

### 補欠（合併）選挙実施選挙区と実施事由
参議院神奈川県選挙区
- 選挙事由：松沢成文（無所属）が、2021年8月22日投開票の横浜市長選挙へ、8月8日に立候補し、議員を自動失職したことによる。
  - 神奈川県選挙区は定数8（改選議席数4）であり、1名欠員だけでは補欠選挙の実施事由となる「欠員が改選議席数の4分の1を超えること」を満たさず、2021年10月と2022年4月の補欠選挙の対象とはならなかったため、11ヵ月あまりの欠員状態を経て、第26回参議院選挙の際に合併選挙を行い、欠員が補充された。
  - 同選挙区では中西健治（自由民主党）が、2021年10月31日投開票の第49回衆議院議員総選挙に出馬するため10月6日に議員辞職していたが、松沢と同様に4月の補欠選挙の対象外であったため、第26回参議院選挙の時点で欠員2となっていた。

### 選挙結果
得票数5位の水野素子が補欠選挙の当選者となった。水野の任期は3年。
時の内閣：第2次岸田内閣
2022年（令和4年）7月10日執行
当日有権者数：7,696,783人　最終投票率：54.51%（前回比：+5.78ポイント）
※補欠当選は任期3年 （全国投票率:52.05%（3.25%））
| 当落 | 氏名             | 年齢 | 所属党派                             | 新旧 | 得票         | 得票率 | 推薦・支持     |
| ---- | ---------------- | ---- | ------------------------------------ | ---- | ------------ | ------ | -------------- |
| 当   | 三原じゅん子     | 57   | 自由民主党                           | 現   | 807,300票    | 19.74% |                |
| 当   | 松沢成文         | 64   | 日本維新の会                         | 元   | 605,248票    | 14.80% |                |
| 当   | 三浦信祐         | 47   | 公明党                               | 現   | 547,028票    | 13.37% | 自由民主党推薦 |
| 当   | 浅尾慶一郎       | 58   | 自由民主党                           | 元   | 544,597票    | 13.31% |                |
| 補当 | 水野素子         | 52   | 立憲民主党                           | 新   | 394,303票    | 9.64%  |                |
|      | 浅賀由香         | 42   | 日本共産党                           | 新   | 354,456票    | 8.67%  |                |
|      | 深作ヘスス       | 37   | 国民民主党                           | 新   | 253,234票    | 6.19%  |                |
|      | 寺崎雄介         | 50   | 立憲民主党                           | 新   | 210,016票    | 5.13%  |                |
|      | 藤村晃子         | 49   | 参政党                               | 新   | 120,471票    | 2.95%  |                |
|      | 内海洋一         | 63   | 社会民主党                           | 新   | 49,787票     | 1.22%  |                |
|      | 重黒木優平       | 35   | NHK党                                | 新   | 25,784票     | 0.63%  |                |
|      | 秋田恵           | 40   | 無所属                               | 新   | 24,389票     | 0.60%  |                |
|      | グリスタンエズズ | 37   | 新党くにもり                         | 新   | 22,043票     | 0.54%  |                |
|      | 橋本博幸         | 39   | NHK党                                | 新   | 19,920票     | 0.49%  |                |
|      | 針谷大輔         | 57   | 維新政党・新風                       | 新   | 19,867票     | 0.49%  |                |
|      | 藤沢あゆみ       | 55   | 無所属                               | 新   | 19,155.644票 | 0.47%  |                |
|      | 飯田富和子       | 53   | NHK党                                | 新   | 17,609票     | 0.43%  |                |
|      | 首藤信彦         | 77   | 共和党                               | 新   | 13,904票     | 0.34%  |                |
|      | 小野塚清仁       | 49   | NHK党                                | 新   | 11,623票     | 0.28%  |                |
|      | 壹岐愛子         | 36   | 幸福実現党                           | 新   | 11,073票     | 0.27%  |                |
|      | 久保田京         | 45   | 女性天皇と共に明るい日本を実現する会 | 新   | 10,268票     | 0.25%  |                |
|      | 萩山あゆみ       | 44   | 日本第一党                           | 新   | 8,099.328票  | 0.20%  |                |